# CDK4
La CDK4 est une kinase dépendante des cyclines. Son gène est le CDK4 situé sur le chromosome 12 humain.

## Fonction de Cdk4
Le complexe Cdk4-cycline D phosphoryle la pRB, engendrant un changement conformationnel la rendant inactif, libérant E2F et permettant à la cellule de progresser dans le cycle cellulaire.

## En médecine
Cette protéine joue un rôle dans la prolifération cellulaire, notamment dans les cancers, constituant une cible thérapeutique. Le palbociclib et le ribociclib sont des inhibiteurs des CDK4 et CDK6 efficaces dans certains cancers du sein.  